# Hamburg-Ochsenwerder

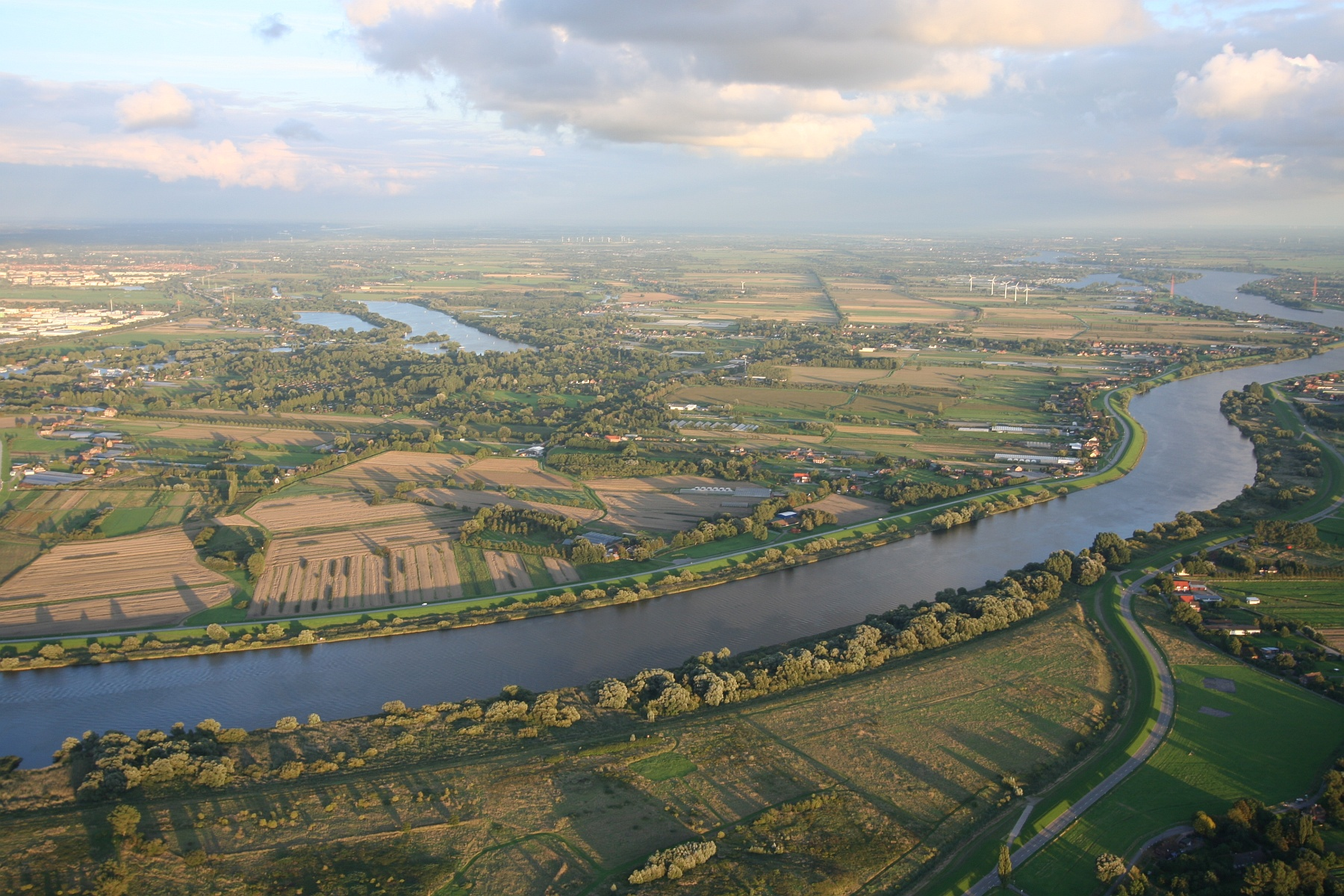
Luchtfoto van Ochsenwerder

Ochsenwerder is een stadsdeel van de stad Hamburg in Duitsland en ligt in het district Bergedorf. Het is een vochtig gebied en maakt deel uit van het gebied van de Marschlanden op de rechteroever van de Elbe, die ook de grens met Nedersaksen vormt.

## Geschiedenis
De eerste bewoning begon in het midden van de 12e eeuw, en vanaf 1231 werd met indijking en cultivering begonnen. Op 23 april 1395 werd het gebied door de Stad Hamburg aangekocht van de 'Graven van Holstein' om meer controle over de scheepvaart op de Elbe te krijgen.
De parochie Ochsenwerder bevatte ook Tatenberg en Spadenland. 

## Economie
Hoewel Ochsenwerder al eeuwenlang tot het stadsgebied behoort, is het nog steeds een overwegend landbouwgebied. 
Tot in de jaren 1960 werden alle geoogste groenten en snijbloemen naar de stad gebracht om daar te verkopen. Sindsdien wordt er steeds meer ter plaatse verkocht: veel boerderijen hebben een eigen winkel. Er wordt ook toenemend biologsch geteeld.
Door een goed uitgebouwde fietsinfrastructuur neemt ook het toerisme toe.

## Gebouwen

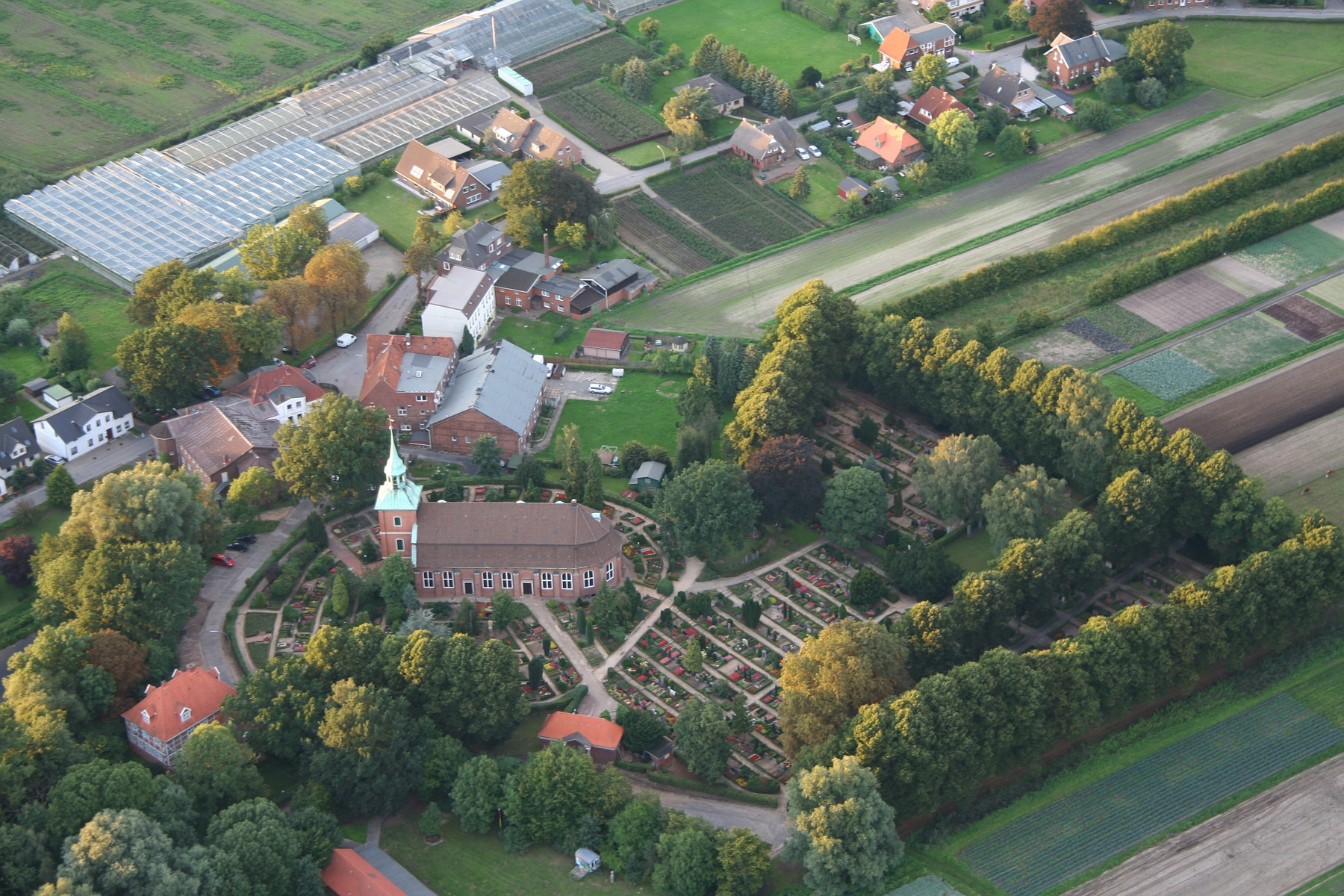
Sint-Pancratiuskerk in Ochsenwerder

- de 17e-eeuwse Sint-Pancratiuskerk